# Siergiej Wołkow (szachista)
Siergiej Wiktorowicz Wołkow, ros. Сергей Викторович Волков (ur. 7 lutego 1974 w Sarańsku) – rosyjski szachista, arcymistrz od 1998 roku.

## Kariera szachowa
Do największych indywidualnych sukcesów Siergieja Wołkowa należą dwukrotne zdobycie medalu indywidualnych mistrzostw Europy (2002, Batumi i 2008, Płowdiw) oraz tytułu mistrza Rosji (2000, Samara). W roku 1999 wystąpił na II szachownicy reprezentacji swojego kraju w drużynowych mistrzostwach Europy w Batumi, natomiast w latach 2000, 2001 i 2004 brał udział w rozgrywanych systemem pucharowym turniejach o mistrzostwo świata, tylko za pierwszym razem awansując (po zwycięstwie nad Konstantinem Sakajewem) do II rundy (w której uległ Peterowi Leko). W pozostałych dwóch przypadkach eliminowany był w I rundzie: w 2001 przez Thomasa Luthera, a w 2004 przez Hikaru Nakamurę.
Odniósł szereg indywidualnych sukcesów, m.in. 
- dz. I m. w Mińsku (1996, wspólnie z m.in. Jewgienijem Glejzerowem),
- dz. I m. w Kstowie (1997, wspólnie z Andriejem Charłowem i Konstantinem Sakajewem),
- I m. w Krasnodarze i Krasnojarsku (1998),
- dwukrotnie dz. I m. w memoriałach Michaiła Czigorna w Sankt Petersburgu (1998, wspólnie z Rusłanem Szczerbakowem oraz 1999, wspólnie z Aleksandrem Griszczukiem),
- I m. w Eliście (2000, finał Pucharu Rosji),
- I m. w Koryncie (2002),
- dwukrotnie dz. II m. w Dubaju (2002, za Aleksandrem Gołoszczapowem i 2003, za Baadurem Dżobawą),
- dz. I m. w Sztokholmie (2004/05, turniej Rilton Cup, wspólnie z Jewgienijem Glejzerowem i Emanuelem Bergiem),
- dz. I m. w Port Erin (2006, wspólnie z Aleksandrem Areszczenko)
- dz. I m. w Woroneżu (2009, wspólnie z m.in. Walerijem Popowem, Dmitrijem Boczarowem i Dmitrijem Kokariewem),
- dz. I m. w Petersburgu (2009, memoriał Michaiła Czigorina, wspólnie z Andriejem Diewiatkinem, Zhou Weiqi, Hrantem Melkumjanem i Andriejem Ryczagowem),
- I m. w Sztokholmie (2010/11, turniej Rilton Cup),
- I m. w Pawłodarze (2014)[8].

Najwyższy ranking w dotychczasowej karierze osiągnął 1 lipca 2007 r., z wynikiem 2659 punktów zajmował wówczas 50. miejsce na światowej liście FIDE.